# حوة شجيرية
حوة شجيرية (الاسم العلمي:Launaea arborescens) هي نوع من النباتات تتبع جنس الحوة من الفصيلة النجمية.